# Hezychiusz z Jerozolimy
Hezychiusz z Jerozolimy (zm. ok. 450) – zakonnik i kapłan. 
Około roku 412 był kaznodzieją w Jerozolimie. Z jego pism zachowały się jedynie fragmenty „Komentarzy” do Pisma Świętego – dzieła napisanego przy użyciu alegorycznej metody egzegezy, którą uprawiano w szkole aleksandryjskiej. Inne, niezachowane pisma to „Historia Kościoła”', „Zbiór zarzutów i rozstrzygnięć”, zbiory homilii i glosy do trzynastu hymnów biblijnych.
W swoich pracach opisywał bezgrzeszność Matki Bożej i prawdopodobnie jest autorem wyrażenia „Ciało mistyczne” (Corpus mysticum).
Wspomnienie liturgiczne w prawosławiu obchodzone jest 28 marca.

## Przekłady w języku polskim
- Homilie, przeł. Ludwik Gładyszewski, „Studia Gnesnesia” 7 (1978), s.175-207, 245-267.
- Homilie Maryjne, przeł. Ks. Ludwik Gładyszewski, w: Pieszczoch Szczepan ks., Patrologia, t.2: Ojcowie mówią, Gniezno 1994, s.185-187.